# سالی ارنا
سالواتوره پل «سالی» ارنا (به انگلیسی: Salvatore Paul „Sully“ Erna) (زادهٔ ۷ فوریه ۱۹۶۸ در لاورنس، ماساچوست) آوازخوان، گیتاریست و ترانه‌سرای اصلی گروه موسیقی گادسمک می‌باشد. نام اصلی او سالواتور پل ارنا است. او از سال ۱۹۹۵ کار خود را به عنوان رهبر گروه گادسمک شروع کرد.

## تاریخچه
سالی ارنا در سن ۳ سالگی نواختن درام را آغاز نمود. پدر او، پل ارنا (Paul Erna)، یک نوازنده ترومپت بود و وقتی می‌خواست در زیر زمین تمرین کند، سالی، در کنار پدرش در یک جعبهٔ خالی می‌خوابید.
جد او یک آهنگساز مشهور در سیسیل ایتالیا بود، سالی به همراه خانواده‌اش همه ساله در روز تولد او (جد سالی) مراسم یادبودی را در کنار عکس‌هایش در موزه‌ای در سیسیل برگزار می‌کردند.
در سن ۱۱ سالگی او به این مسئله پی برد که به گوش دادن موسیقی و نواختن بعضی آهنگ‌ها علاقه بیشتری دارد و برایش راحت‌تر از درس خواندن است.
سالی درس را رها و شروع به تمرین در خانه و ضبط آثار گروه‌های Aerosmith ;MotorheadوLed Zeppeling کرد.

## حرفه موسیقی
در ۱۴ سالگی، نخستین استاد او دیو واس بود. او در ۲۵ سالگی درامر گروه استریپ مایند شد که نخستین آلبوم آن‌ها «در دهانت چیست» نام داشت و در طول یک ماه ۵۰ هزار دلار فروش رفت. او سپس به گروه «ملیا ریج» رفت که درامر آلبوم‌های این گروه با نام «تجارت بی پایان» و «خروس جنگی» بود. در سال ۱۹۹۵ کار را با گروه گادسمک شروع کرد اما دیگر درامر گروه نبود، بلکه خواننده و گیتاریست گروه شده بود. سالی ارنا به همراه اعضای گروه، آلبوم اول خود را در سال ۱۹۹۸ عرضه کرد که چهار تک آهنگ را به همراه داشت. گادسمک همچنین در سال ۱۹۹۹ در فستیوال‌های بزرگ موسیقی ایالات متحده آزفست و وودستاک شرکت کرد.
سالی ارنا علاقه زیادی در نواختن هارمونیکا نیز دارد که در ترانه‌های به پایین بتاب و اهتزاز شیطان شنیده می‌شود.

## کتاب
ارنا تاریخچهٔ قسمتی از زندگیش را با نام The Paths We Choose(راهی که انتخاب می‌کنیم) در روز تولدش در ۷ فوریه ۲۰۰۷ منتشر کرد. جزئیات کتاب در مورد کشاکش ۳۰ ساله اول زندگیش (سالی) تا زمانی که گادسمک را تشکیل داده می‌باشد. سالی در این مورد می‌گوید کتاب به‌طور اساسی در مورد زندگی من از تولد تا زمانیست که گادسمک تشکیل شد. همچنین اضافه می‌کند: من می‌خواستم در مورد تلاش‌هایی که کردم و تجربه‌هایی که به دست آوردم بنویسم و میدونم که این نوشته‌ها می‌تواند الهام بخش بعضی از مردم که شاید هنوز در محله‌های کلیمی‌ها هستند ویا در حال تلاش و کندوکاو هستند تا ازآن سوراخ بیرون بیایند شود. منظور من این است که ما همه انسان هستیم وما (گادسمک) از ابتدای تولد ستارگان موسیقی راک نبودیم. بنابراین من فکر می‌کنم یه داستان جالب در مورد دردها و زجرها و کشاکش‌ها وجود دارد. فقیر بودن و زندگی کردن در محله‌های فقیرنشین دیوانه کنندست. اگر بچه‌ها به این باور دست پیدا کنند که می‌توانند و به هر چیزی که آرزوی رسیدن به آن را دارند، می‌رسند، حتماً تلاش خواهند کرد. این کتاب در اولین ماه از انتشارش ۱۰۰ هزار نسخه و در جهان ۳۰۰ هزار نسخه فروخت.

## خالکوبی‌های سالی ارنا
ارنا گفت زمانی که ۱۴ سالم بود، در سالن جوش مدرسه مخفی و در افکار خودم غرق می‌شدم. من مقداری جوهر هندی از گروه هنر به سرقت بردم؛ و به همراه نخ و سوزن شروع به زخمی‌کردن خودم کردم! بیشتر خالکوبی‌های بدن او کار Dana Thornell و Mike LaFontaine است که اهل ایالات متحده هستند. بازوی چپ سالی به صور کامل و نیمی از بازوی راستش پوشیده از خالکوبی است. همچنین سه X در پایین کمرش خالکوبی شده‌است، بعدها، او کلمهٔ "No Justice" را به همراه طرحی از پول پوکر و چهار ستاره که به صورت مشتعل بودند را به آن سه تا X اضافه کرد. نقاشی‌های کوچکی هم روی ران او وجود دارد. سالی قصد دارد خالکوبی‌های بیشتری را روی سینه، پاها و کمر خود انجام دهد. همچنین حیوانی بر روی بازوی راست او خالکوبی شده که طرح آن را از یک برنامهٔ تلویزیونی که برای کودکان است برداشته‌است.

## فعالیت انفرادی
سالی ارنا تنها آلبوم سولوی خود «اولون» را در تاریخ ۱۴ سپتامبر ۲۰۱۰ منتشر کرد. دو تک‌آهنگ انتشار یافته این آلبوم به ترتیب «دعای گنه کار» و «چشمان یک طفل» نام دارند. ترانه‌های این اثر به شکل قابل توجهی با آثار گادسمک در تمایز است. از سازهای استفاده شده در این آلبوم می‌توان به هارمونیکا، فلوت، ویولون، کی بورد، پیانو و… اشاره کرد.